# Jennifer Warnes
Jennifer Jean Warnes (Seattle, 3 maart 1947) is een Amerikaanse zangeres.

## Biografie
Op zevenjarige leeftijd kreeg Warnes haar eerste platencontract aangeboden, wat door haar vader werd afgewezen. Op negenjarige leeftijd maakte ze alsnog haar debuut als professioneel zangeres door, gekleed in de Amerikaanse vlag en begeleid door 300 accordeons, het lied The Star-Spangled Banner te zingen in het Shrine Auditorium in Los Angeles. Na de middelbare school koos Warnes aanvankelijk voor de folk-muziek, in die tijd erg populair. In 1968 bracht ze haar eerste LP uit. In datzelfde jaar verscheen ze in de televisieshow "The Smothers Brothers Comedy Hour".
In 1970 ontmoette ze Leonard Cohen. Later zou ze als achtergrondzangeres met hem toeren in Europa. In 1986 bracht Warnes een album uit met songs van Leonard Cohen.
Eind jaren 70, begin jaren 80 scoorde Warnes meerdere hits in de Verenigde Staten. In 1980 won haar uitvoering van It Goes Like It Goes op de soundtrack voor de film Norma Rae een Oscar voor beste originele nummer. In 1983 zong ze samen met Joe Cocker het nummer Up where we belong, behorend bij de soundtrack van de film An officer and a gentleman. In Nederland kwam dit nummer niet verder dan de tipparade, maar in de Verenigde Staten werd het een nummer 1-hit. Voor dit nummer ontving ze een Grammy Award en een Golden Globe Award. Het nummer won ook een Oscar.
In 1988 scoorde ze een wereldwijde nummer 1-hit (onder meer in de Verenigde Staten en Nederland) met het nummer (I've Had) The Time of My Life, een duet met Bill Medley voor de soundtrack van de film Dirty Dancing. Voor dit nummer ontving ze een Grammy Award. Ook dit nummer won een Oscar.
Op de cd van Rob Wasserman genaamd Duets zingt zij met zijn basbegeleiding Ballad of the runaway horse (GRP Records, 1993).

## Discografie

### Albums
| Album met eventuele hitnotering(en) in de Nederlandse Album Top 100 | Datum van verschijnen | Datum van binnenkomst | Hoogste positie | Aantal weken | Opmerkingen |
| ------------------------------------------------------------------- | --------------------- | --------------------- | --------------- | ------------ | ----------- |
| Famous blue raincoat                                                | 1988                  | 27-02-1988            | 26              | 8            |             |

### Singles
| Single met eventuele hitnotering(en) in de Nederlandse Top 40 | Datum van verschijnen | Datum van binnenkomst | Hoogste positie | Aantal weken | Opmerkingen                             |
| ------------------------------------------------------------- | --------------------- | --------------------- | --------------- | ------------ | --------------------------------------- |
| Up Where We Belong                                            | 1982                  | 27-11-1982            | tip6            | -            | met Joe Cocker                          |
| First we take Manhattan                                       | 1987                  | 25-07-1987            | tip7            | -            |                                         |
| (I've had) The time of my life                                | 1987                  | 12-12-1987            | 1(9wk)          | 19           | met Bill Medley / Hit van het jaar 1988 |
| Skin to skin                                                  | 1989                  | 21-01-1989            | 21              | 6            | met Harry Belafonte                     |
| (I've had) The time of my life                                | 1991                  | 13-04-1991            | tip3            | -            | met Bill Medley                         |

## NPO Radio 2 Top 2000
| Nummers met noteringen in de NPO Radio 2 Top 2000 | '99 | '00  | '01  | '02  | '03  | '04  | '05  | '06  | '07  | '08  | '09  | '10  | '11  | '12  | '13  | '14  | '15  | '16  | '17  | '18  | '19  | '20  | '21  | '22  | '23  | '24  |
| ------------------------------------------------- | --- | ---- | ---- | ---- | ---- | ---- | ---- | ---- | ---- | ---- | ---- | ---- | ---- | ---- | ---- | ---- | ---- | ---- | ---- | ---- | ---- | ---- | ---- | ---- | ---- | ---- |
| (I've Had) The Time of My Life (met Bill Medley)  | 615 | 741  | 998  | 1248 | 1445 | 1317 | 1511 | 1524 | 1666 | 1463 | -    | 1809 | 1994 | 1887 | 1851 | 1738 | 1819 | 1786 | 1881 | 1869 | 1669 | 1549 | 1512 | 1650 | 1779 | 1837 |
| Up Where We Belong (met Joe Cocker)               | 869 | 1195 | 1023 | 1195 | 1429 | 1224 | 1356 | 1426 | 1373 | 1344 | 1747 | 1764 | 1834 | 1852 | 1810 | 1743 | 1837 | 1868 | 1833 | 1854 | 1733 | 1631 | 1637 | 1913 | 1977 | 1814 |

1. ↑  Een '-' betekent dat het nummer niet was genoteerd en een vetgedrukt getal geeft de hoogste notering van een nummer aan.

- Bibsys: 6057235
- Bibliothèque nationale de France: cb139756055 (data)
- Gemeinsame Normdatei: 134550978
- International Standard Name Identifier: 0000 0000 7366 2348
- Library of Congress Control Number: n91120146
- MusicBrainz: 2f140aa6-b99b-4f79-ae33-96018af87fa3
- Nationale Bibliotheek van Tsjechië: xx0205368
- Nationale bibliotheek van Australië: 35205883
- Nationale Bibliotheek van Israël: 987007420407405171
- Nederlandse Thesaurus van Auteursnamen: 073626392
- Virtual International Authority File: 56804007
- WorldCat: E39PBJtrTctP4RkKf6YCVw7yh3